# 曹原
曹原（1996年—），四川成都人，中国科学技术大学学士，加州伯克利大学电子計算機系教授。麻省理工大學博士，主要研究领域为二维材料的输运性质。 2018年因入选《自然》杂志“2018年度科学人物”并位列榜首而知名，他被《自然》赞誉为“石墨烯驾驭者（Graphene Wrangler）”。

## 生平
1996年出生于四川成都，2007年进入深圳市耀华实验学校。2010年考入中国科学技术大学少年班。2014年进入美国麻省理工学院攻读博士学位，2020年博士毕业，之後在麻省理工学院继续从事博士后研究工作。2024年7月起，曹原擔任加州大学伯克利分校电子工程与计算机科学系助理教授。

## 荣誉
2013年获得郭沫若奖学金。